# Farakorosso
Farakorosso är en ort i Burkina Faso.   Den ligger i regionen Cascades, i den sydvästra delen av landet, 400 km sydväst om huvudstaden Ouagadougou. Farakorosso ligger 288 meter över havet och antalet invånare är 3 215.
Terrängen runt Farakorosso är platt. Runt Farakorosso är det glesbefolkat, med 12 invånare per kvadratkilometer.. Farakorosso är det största samhället i trakten.
Omgivningarna runt Farakorosso är huvudsakligen savann.